# Пинк Плюс
Пинк Плюс e сателитен канал, със седалище в Виена, Австрия, предназначен за сръбската диаспора, обхваща Африка, Азия и Тихия океан, Европа, Южна Америка, Северна Америка и Океания.